# Glauconite
La glauconite est un minéral du groupe des silicates (sous-groupe des phyllosilicates, famille des micas). De composition (K,Na)(FeIII,Al,Mg)2[(Si,Al,FeIII)4O10](OH)2 avec des traces de Ti, Ca et P, c'est le principal composant de la roche glauconie.
Certaines roches sédimentaires ont une teinte verte à verdâtre, qui peut être due à plusieurs minéraux phylliteux. Il peut s'agir de berthiérine, de certaines chlorites ou de minéraux dits glauconitiques (smectites à micas). La présence de glauconite et le type de glauconite peuvent apporter des indications sur le paléoenvironnement et en particulier sur les conditions de sédimentation au moment du tout début de formation de la roche en question. La glauconite sensu stricto a longtemps été considérée comme se formant très lentement en milieu marin mais plusieurs études montrent que ce minéral peut également se former au cours de la diagenèse précoce, pourvu que du fer réactif soit présent dans les eaux et que des conditions modérément réductrices (tout le fer réactif n'est pas réduit et incorporés dans les sulfures de fer) soient réunies.

## Inventeur et étymologie
Décrite en 1828 par le minéralogiste Keferstein ; son nom vient du grec Glaukos (bleu-vert) et est dérivé directement de sa couleur verdâtre.

## Cristallographie
- Paramètres de la maille conventionnelle : a = 5,23 Å, b = 9,06 Å, c = 10,16 Å ; Z = 2 ; V = 474,03 Å3 ;
- Densité calculée = 2,99 g cm−3.

## Cristallochimie
Elle fait partie d'un groupe de minéraux isostructuraux, le groupe des micas, et plus particulièrement du sous-groupe de la muscovite.
Sous-groupe de la muscovite (71.02.02a, classification de Dana)
- Muscovite KAl2(AlSi3O10)(OH,F)2
- Paragonite NaAl2(AlSi3O10)(OH)2
- Chernykhite (Ba,Na)(VIII,Al,Mg)2[(Si,Al)4O10](OH)2
- Roscoélite K(VIII,Al)2(AlSi3O10)(OH)2
- Glauconite  (K,Na)(FeIII,Al,Mg)2[(Si,Al,FeIII)4O10](OH)2
- Céladonite K(Mg,FeII)FeIII(Si4O10)(OH)2
- Ferrocéladonite K(FeII,Mg)(FeIII,Al)(Si4O10)(OH)2
- Ferroaluminocéladonite K(FeII,Mg)(Al,FeIII)(Si4O10)(OH)2
- Aluminocéladonite K(FeII,Mg)Al(Si4O10)(OH)2
- Chromcéladonite K(FeII,Mg)(Cr,Al)(Si4O10)(OH)2
- Tobélite (NH4,K)Al2(AlSi3O10)(OH)2
- Nanpingite CsAl2(AlSi3O10)(OH,F)2
- Boromuscovite KAl2(BSi3O10)(OH)2
- Montdorite (K,Na)2(Fe,Mn,Mg)5(Si4O10)2(OH,F)4
- Chromphyllite K(Cr,Al)2(AlSi3O10)(OH,F)2
- Shirokshinite KNaMg2(Si4O10)F2

## Gîtologie

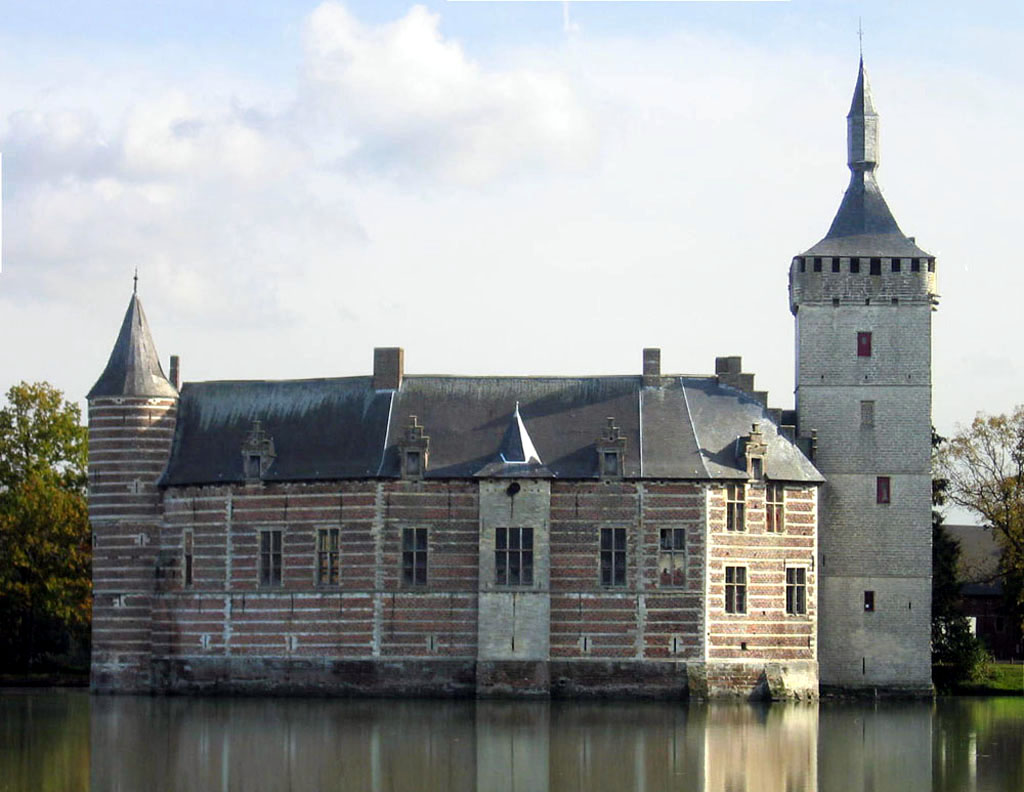
Le château de Horst, en Belgique, dont la construction intègre une partie de glauconite.

C’est un minéral d’altération diagénétique des biotites ou de verre volcanique se formant en milieu marin (plateau continental) dans des conditions réductrices. Une fraction importante du fer contenu dans la glauconite a été réduite à la valence (II) et est présente sous forme d'ions ferreux (Fe2+) responsable de sa couleur verte très caractéristique. 
La glauconite est très abondante dans les sables du Néogène en Campine dans la région d'Anvers en Belgique. On la retrouve notamment dans les formations de Diest et de Kasterlee sous la zone nucléaire de Mol / Dessel où sa présence dans les aquifères sableux pourrait éventuellement contribuer à la rétention de certains radionucléides libérés par de futures installations de dépôt définitif de déchets radioactifs. 
L'oxydation du Fe(II) de la glauconite en Fe(III) peut précipiter des oxydes de fer (goethite, hématite, ...) très peu solubles et entraîner ainsi la formation d'un ciment ferrique dans les pores du sable. Il en résulte une induration locale de la roche meuble et la formation de bancs gréseux de couleur rouge souvent utilisés comme matériaux de construction pour les églises et monuments en Flandre.

## Variétés
- Aluminium-glauconite : variété riche en aluminium.
- Marsyatskite : variété riche en manganèse.
- Natro-glauconite : variété riche en sodium de formule (K,Na)(Fe,Al,Mg)2(Si,Al)O10(OH)2.

## Gisements remarquables

### Canada
- Carrière Francon, Saint-Michel, Île de Montréal, Québec[6]

### France
- Carrière Giraud, Trept, Ain, Rhône-Alpes [7]
- Plage de la Mine d'Or, Pénestin, Morbihan, Bretagne[8]
- Cap d'Antifer[9].